# Smiley
Pour les articles homonymes, voir Smiley (homonymie) et Binette.
Ne doit pas être confondu avec émoticône ou émoji.

Un smiley.

Un smiley (de l’anglais smile, « sourire »), une frimousse, ou une binette, est un dessin extrêmement stylisé d'un visage souriant, coloré en jaune, exprimant l’amitié, rendu célèbre par son utilisation commerciale en tant que logo par plusieurs entreprises.
Par extension, le terme est employé pour désigner d’autres visages, pas nécessairement jaunes ni souriants.
Sur Internet, ces images sont habituellement employées pour exprimer des émotions et peuvent donc être qualifiées d’émoticônes graphiques dans ces situations. Elles sont souvent représentées à l’aide des symboles du clavier. Certaines émoticônes (par exemple, « :-) » et « ;-) »), représentant également des visages souriants, sont parfois appelées smileys, bien que ce terme ne soit pas nécessairement approprié.
La plupart des motifs jaunes et noirs apparaissent dans les années 1960 et 1970, notamment les œuvres de Franklin Loufrani en 1971. Aujourd’hui, The Smiley Company, fondée par Franklin Loufrani, détient certains droits de marque sur le logo smiley dans plus de 100 pays. Elle devient l’une des 100 plus grandes entreprises mondiales de licence,.

## Création

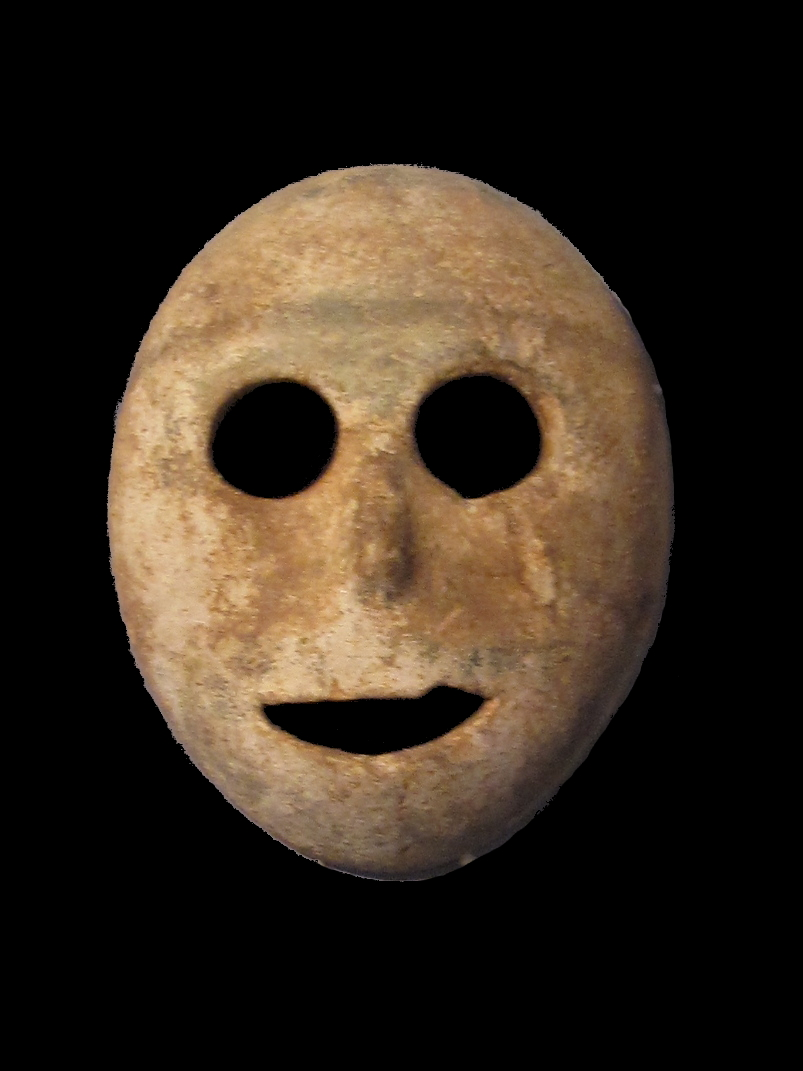
Masque du Néolithique (-7000 ans), représentant déjà un visage de forme ovale, avec deux trous et un sourire.

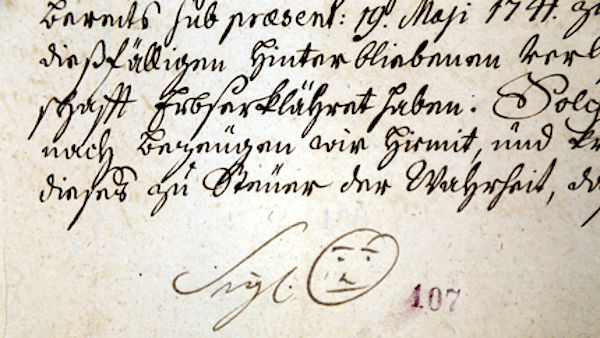
Signature de Bernard Hennet, abbé du cloître cistercien à Žďár nad Sázavou, en 1741, avec un dessin ressemblant à un smiley.

Vers 2017, une équipe d'archéologues dirigée par Nicolò Marchetti de l'Université de Bologne reconstitue les fragments d'un pot hittite d'environ 1700 av. J.-C., retrouvé à Kargamış, en Turquie. Après l'avoir reconstitué, l'équipe observe ce qui semble être un grand visage de smiley peint dessus.
On retrouve une composition d'émoticônes ASCII formées de smileys en typographie dans un journal local de Malmedy, daté du 2 septembre 1893. Ceux-ci sont conçus comme une plaisanterie d'un membre du club local de typographie, qui souligne « la façon dont les traits et parenthèses les plus rudimentaires peuvent générer l'image d'un visage humain et même prêter différentes expressions à sa physionomie ».
Le poète et auteur Johannes V. Jensen est également connu pour expérimenter avec la forme de son écriture. Dans une lettre envoyée à l'éditeur Ernst Bojesen en décembre 1900, il inclut à la fois un visage heureux et un visage triste, se rapprochant du smiley moderne, mais différent en ce qu’il comporte des sourcils et un nez. Ceux-ci sont utilisés dans la correspondance privée et non à des fins commerciales.
Entre 1908 et 1920, le photographe espagnol Jean Jové, installé à Limoges, utilise en signature et sur son magasin un logotype évoquant un smiley,, représentant trois émotions différentes et comportant un nez.
Une version commerciale du smiley, bien que plus détaillée, avec le mot « THANKS » (« merci ») au-dessus, est disponible en 1919 et apposée comme autocollant sur les reçus émis par la « Buffalo Steam Roller Company » de Buffalo, dans l'État de New York.

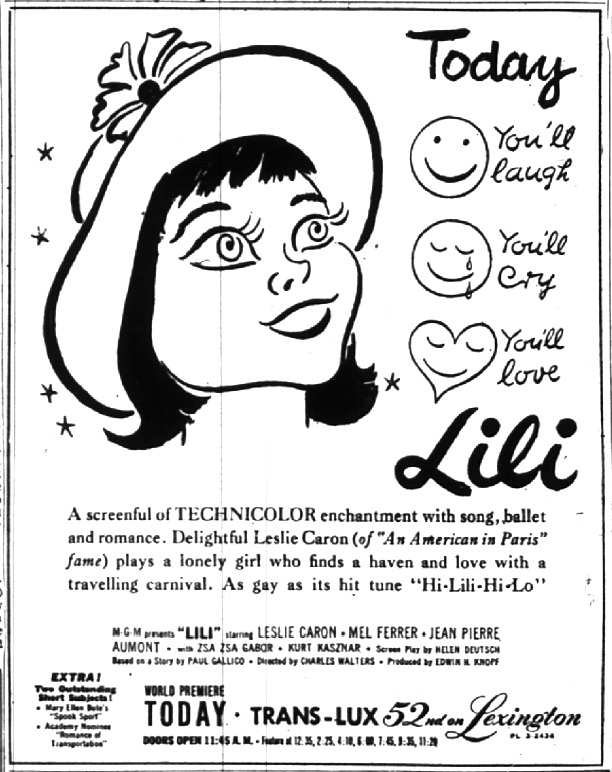
Une affiche promotionnelle du film Lili publiée dans le New York Herald Tribune en 1953.

La première apparition du visage rond formé d’un sourire en arc de cercle et de deux points désignant les yeux figure dans le New York Herald Tribune du 10 mars 1953, page 20, colonnes 4 à 6 dans le cadre de la promotion du film Lili.

## Usages de marques commerciales
En 1962, une promotion de la station de radio new-yorkaise WMCA comprenait ce smiley. Les auditeurs qui répondaient « WMCA Good Guys ! » au téléphone étaient récompensés par un sweat-shirt « WMCA good guys » qui comprenait un visage heureux dans son design. Des milliers de ces sweat-shirts ont été donnés,,.

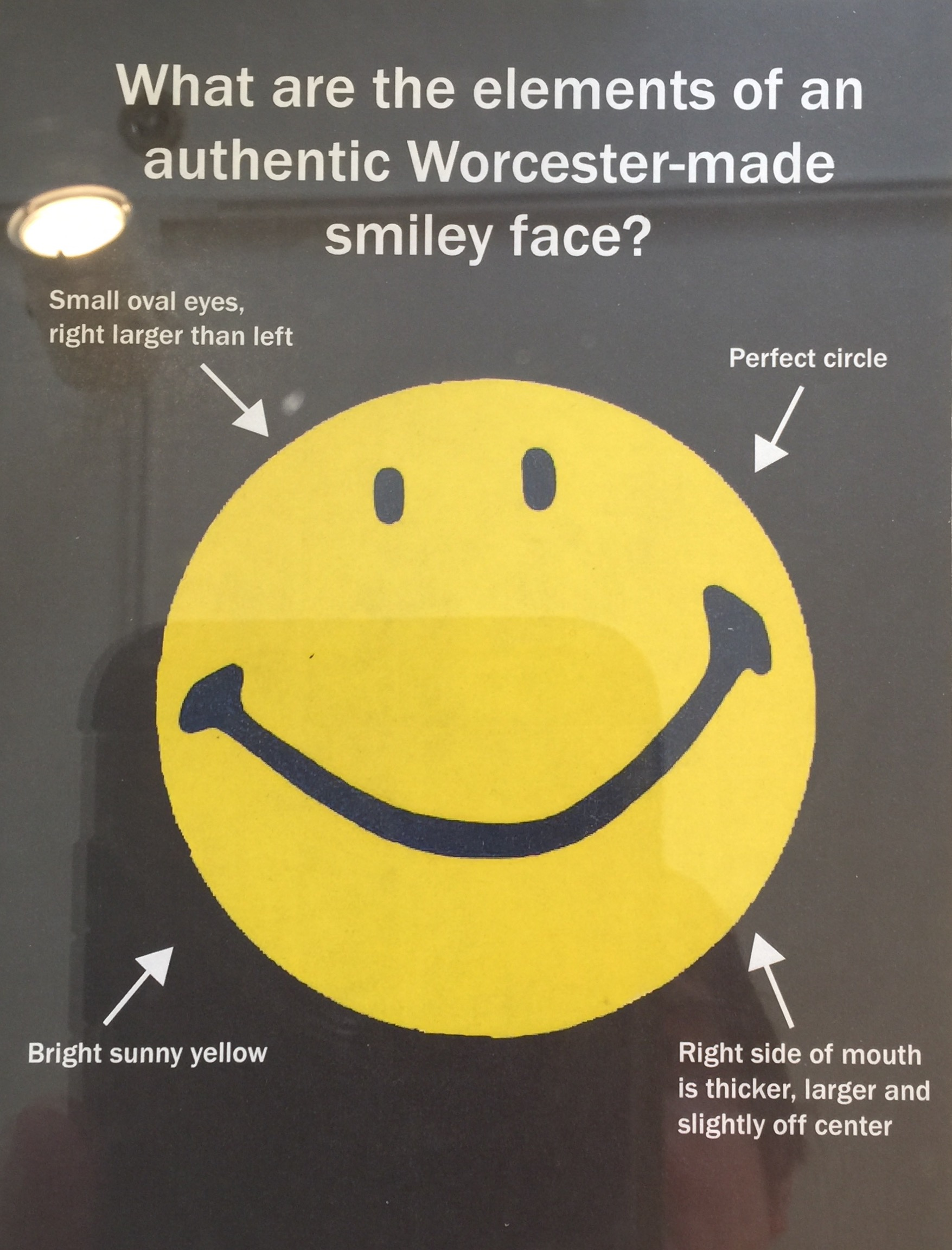
Un smiley similaire à celui d'Harvey Ball.

Le visage smiley colorié, un rond jaune avec un sourire et deux points représentant les yeux, aurait été inventé par Harvey Ball en 1963 pour une société d’assurance américaine qui voulait une campagne interne pour améliorer le moral de ses employés,. La campagne est conçue par Joy Young, directrice marketing, tandis que Ball se voit confier uniquement la réalisation du visuel destiné au badge. Il ne participe pas à la création des autres supports publicitaires ni au développement du matériel promotionnel associé.
Ball n’a jamais pu revendiquer de droits sur ce dessin, ceux-ci appartenant à Worcester State Mutual, la société ayant créé le badge ainsi que la campagne, et qui l'exploite commercialement pour des services d’assurance relevant de la classe 36. Elle détient également le goodwill associé dans l’État du Massachusetts, où l’image est commercialisée jusqu’à la fin des années 1960. 
Reste que Ball n’a jamais essayé de se servir, de promouvoir ou de protéger l’image.  Il n’en tire jamais de bénéfice financier, à l’exception de sa rémunération initiale de 45 dollars.
David Stern de David Stern Inc., une agence de publicité de Seattle, soutient également avoir inventé le smiley en 1967 dans le cadre d’une campagne pour la Washington Mutual, mais ne cherche pas non plus à le protéger. Dans ce cas, le badge est également utilisé dans des campagnes marketing pour des services bancaires relevant de la classe 36, mais dans un autre État américain, et le goodwill associé appartient vraisemblablement à University Federal Savings, la banque qui l'exploite commercialement.
Le graphique est popularisé au début des années 1970 par les frères Bernard et Murray Spain, de Philadelphie, qui s’en emparent en septembre 1970 dans une campagne visant à vendre des articles de fantaisie. Les deux frères produisent des boutons ainsi que des tasses à café, des t-shirts, des autocollants et bien d’autres articles arborant ce symbole et l’expression « Have a happy day » (conçue par Gyula Bogar), qui devient ensuite « Have a nice day ». Avec la collaboration du fabricant new-yorkais de boutons NG Slater, quelque 50 millions de badges arborant des sourires auraient déjà été produits en 1972, bien que cette information ne soit jamais vérifiée.
En 1971, le Français Franklin Loufrani crée un Smiley dans le cadre d’une campagne anti-morosité, sous le slogan « Take the time to smile », dans le quotidien France-Soir. Il prend auparavant le soin de déposer le fameux logo à l’Institut national de la propriété industrielle (INPI). Il donne le nom « Smiley » à son logo et lancé The Smiley Company pour domicilier sa marque. 
Plus de cinquante ans plus tard, des études continuent de soutenir l’idée de Franklin Loufrani. Lors d’une expérience menée en 2014, Facebook modifie les fils d’actualité de 689 003 utilisateurs à leur insu, et constate qu’en leur montrant davantage de publications positives ou négatives, il est possible d’influencer leur humeur par un processus appelé « contagion émotionnelle ».
En 1996, le fils de Loufrani, Nicolas Loufrani, reprend l'entreprise familiale,.  Il conçoit le symbole en 3D et étend le simple smiley à des centaines d'expressions et de catégories d'icônes diverses, inventant ainsi le concept d'émoticônes graphiques,,.
La société The Smiley Company, dirigée par Nicolas Loufrani, détient les droits sur la marque Smiley pour les produits de consommation dans le secteur du lifestyle dans une centaine de pays. Sa filiale, SmileyWorld Ltd, basée à Londres, conçoit l’ensemble des produits Smiley commercialisés dans les pays et secteurs d’activité où elle détient la marque. La marque et le logo Smiley bénéficient d’une visibilité importante à travers des partenariats dans des secteurs tels que la mode, la décoration d’intérieur, la santé et la beauté, les jouets, la papeterie, l’édition, ainsi que par le biais de campagnes promotionnelles campaigns. The Smiley Company fait partie des 100 premières entreprises mondiales de licence, avec un chiffre d’affaires estimé à 500 millions de dollars américains en 2022. La première boutique Smiley ouvre à Londres, dans le centre commercial Boxpark, en décembre 2011. En 2022, de nombreuses célébrations marquent l’anniversaire du smiley, notamment sous la forme de collaborations avec de grandes enseignes de distribution comme Nordstrom. 
Au Royaume-Uni, le visage souriant est associé à la culture psychédélique, depuis Ubi Dwyer et le Windsor Free Festival des années 1970, et à la culture de la dance music électronique, notamment avec l'acid house, apparue durant la période connue sous le nom de Second Summer of Love à la fin des années 1980. À la fin des années 1980, le groupe anglais Bomb The Bass remet au goût du jour le smiley sur la pochette de son premier hit : Beat Dis. Le smiley a été ensuite repris en tant qu’emblème de la culture new beat and house music techno qui émerge au début des années 1990, particulièrement au Royaume-Uni,  à travers divers produits tels que des T-shirts ou des badges portés dans les clubs et les raves.
The Smiley Company promeut son logo dans la scène de la musique électronique en s’associant à divers artistes portant ses produits, renforçant ainsi son lien avec ce genre.
Walmart adopte pour la première fois un smiley jaune en 1990 afin de signaler les bas prix. Son utilisation est ensuite suspendue pendant un litige de marque avec The Smiley Company, avant d’être réintroduite après un accord entre les deux entreprises. En 2010, un règlement à l’amiable est conclu : Walmart obtient les droits de marque aux États-Unis pour les services de grands magasins, tandis que The Smiley Company conserve les droits dans d’autres catégories de produits. 
Ces dernières années, The Smiley Company utilise le smiley dans le cadre de campagnes comme marque  du bonheur ou pour diffuser de la joie dans des lieux publics ou lors de grands événements. La première utilisation documentée remonte à la cérémonie d’ouverture de Londres en 2012, où se trouve également le siège de The Smiley Company. Des ballons sont lancés dans la foule au début du spectacle. De grande taille mais suffisamment légers, ils peuvent être manipulés comme des ballons de plage par les spectateurs, chacun arborant un grand smiley noir sur un côté,.

## En tant que nom de marque
Les premiers modèles sont souvent appelés « smiling face » ou « happy face ». En 1961, les WMCA's Good Guys intègrent un smiley noir sur un sweat-shirt jaune, surnommé « happy face ». Dans les années 1970, les frères Spain et Harvey Ross Ball créent chacun un design, mais mettent davantage l’accent sur des slogans que sur le nom même du smiley. Lorsque le design de Ball est terminé, il ne reçoit pas de nom officiel. Il est toutefois étiqueté « The Smile Insurance Company », mention qui figure au dos des badges qu’il crée, car ceux-ci sont destinés à un usage commercial pour une compagnie d’assurances. Les frères Spain, quant à eux, utilisent le slogan Have a nice day,, aujourd’hui plus connu pour le slogan lui-même que pour le nom du smiley.
Le logo utilisé par Walmart est associé au slogan Rollback, qui fait référence aux réductions proposées sur certains produits, ou apparaît aux côtés de la marque Walmart en tant que logo de celle-ci. Dans ses publicités, il est désigné comme un happy face,.  
Le mot smiley est utilisé pour la première fois comme nom du logo par Franklin Loufrani en France, lorsqu’il dépose son design de smiley comme marque alors qu’il travaille comme journaliste pour France Soir en 1971. Le smiley accompagne les nouvelles positives dans le journal et devient par la suite la base des produits de The Smiley Company. 
Des termes concurrents tels que smiling face et happy face sont employés avant qu’un consensus ne se forme autour du nom de marque Smiley. Le nom Smiley se répand dans les années 1970 et 1980, à mesure que l’idéogramme jaune et noir est fortement promu par The Smiley Company sous cette appellation.

## Usage numérique
Le mouvement du smiley numérique est mené par Nicolas Loufrani, PDG de The Smiley Company.  Il créé une barre d’outils de smileys, disponible sur smileydictionary.com au début des années 2000, permettant d’envoyer des fichiers GIF et de les insérer dans n’importe quel service de messagerie instantanée ou courriel. Les icônes, largement inspirées de son travail, sont ensuite appelées émojis.  Au fil des années, The Smiley Dictionary devient le module complémentaire privilégié pour les forums et les plateformes de messagerie instantanée en ligne. Il existe des concurrents, mais The Smiley Dictionary reste le plus populaire. Des plateformes comme MSN Messenger permettant la personnalisation dès 2001, de nombreux utilisateurs importent des émoticônes à intégrer dans leurs messages sous forme de texte. Ces émoticônes évoluent finalement pour devenir les émojis modernes.

The Smiley Company concède également sous licence ses émoticônes à des fabricants de téléphones tels qu’Alcatel, premier à afficher le logo sur écran en 1997, ainsi qu’à Motorola, Samsung ou Nokia, les leaders de l’époque.  Nicolas Loufrani déclare au journal Le Figaro que les émojis ont copié le smiley. 

Création d’une icône smiley en image binaire sur ordinateur.
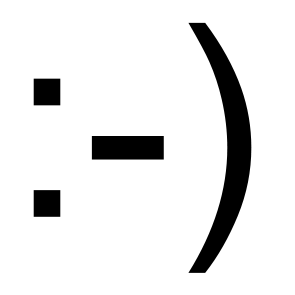
Émoticône typographique évoquant le smiley.
Un smiley.
Autre représentation d'un smiley.

## Terminologie francophone
Le terme « frimousse » est recommandé par la Commission générale de terminologie et de néologie alors que le terme « binette » est recommandé par l'Office québécois de la langue française (OQLF) depuis 1994 pour remplacer le terme smiley. Parmi les autres termes proposés, on trouve « souriard », « souriant », « trombine », « tronche », « gugus », « bouille », « mimique », « bonhomme sourire », voire « p'tit bonhomme qui rigole », plus simplement « tête ».

## Usage sur Internet et dans l’informatique
Le smiley a été utilisé pour la version imprimable des caractères 1 et 2 (l’un noir, l’autre blanc) du codepage 437 (1981) des premiers PC IBM et des machines suivantes qui étaient compatibles. La plupart des systèmes d'exploitation modernes gèrent l'Unicode et donc les émoticônes associées.
Les caractères Unicode suivants sont des smileys :
- U+2639 ☹ visage blanc grimaçant (HTML : &#9785;)
- U+263A ☺ visage blanc souriant (HTML : &#9786;) Alt+1
- U+263B ☻ visage noir souriant (HTML : &#9787;) Alt+2

Les versions 5.0 et 6.1 d’Unicode ont intégré le support d’un bloc d’émoticônes. Pour les visualiser, il faut avoir installé une police de caractères qui les gère, telle que Symbola :
| en fr   | 0  | 1  | 2  | 3  | 4  | 5  | 6  | 7  | 8  | 9  | A  | B  | C  | D  | E  | F  |
| U+1F600 | 😀 | 😁 | 😂 | 😃 | 😄 | 😅 | 😆 | 😇 | 😈 | 😉 | 😊 | 😋 | 😌 | 😍 | 😎 | 😏 |
| U+1F610 | 😐 | 😑 | 😒 | 😓 | 😔 | 😕 | 😖 | 😗 | 😘 | 😙 | 😚 | 😛 | 😜 | 😝 | 😞 | 😟 |
| U+1F620 | 😠 | 😡 | 😢 | 😣 | 😤 | 😥 | 😦 | 😧 | 😨 | 😩 | 😪 | 😫 | 😬 | 😭 | 😮 | 😯 |
| U+1F630 | 😰 | 😱 | 😲 | 😳 | 😴 | 😵 | 😶 | 😷 | 😸 | 😹 | 😺 | 😻 | 😼 | 😽 | 😾 | 😿 |
| U+1F640 | 🙀 | 🙁 | 🙂 | 🙃 | 🙄 | 🙅 | 🙆 | 🙇 | 🙈 | 🙉 | 🙊 | 🙋 | 🙌 | 🙍 | 🙎 | 🙏 |
| ------- | -- | -- | -- | -- | -- | -- | -- | -- | -- | -- | -- | -- | -- | -- | -- | -- |

## Symbolique dans la culture populaire et usages

### Dans la presse
Franklin Loufrani utilise le mot smiley lorsqu’il conçoit un visage souriant pour le journal où il travaille à l’époque. Ce design de Loufrani apparaît en 1971, lorsqu’il crée un smiley pour le quotidien France-Soir. Le journal utilise le smiley de Loufrani pour mettre en avant les articles qu’il définit comme des « nouvelles qui font du bien ». Ce smiley devient ensuite le logo de The Smiley Company. 
Aux États-Unis, de nombreuses représentations différentes de visages souriants apparaissent au cours du XXᵉ siècle. Toutefois, le premier secteur à adopter massivement le smiley est celui de la bande dessinée.
Le logo et la couverture de l’édition intégrale de la série de comics Watchmen représentent un badge smiley, porté par le personnage du Comédien, avec une éclaboussure de sang provenant du meurtre qui déclenche les événements de l’histoire.
Dans les DC Comics, un homme d’affaires louche nommé « Boss Smiley » (un chef politique avec un visage en forme de smiley) fait plusieurs apparitions.
L’artiste de rue André Saraiva est chargé de redessiner le logo Smiley pour le 50ᵉ anniversaire de The Smiley Company, et le résultat est utilisé dans une campagne marketing. Des panneaux publicitaires affichent le logo Smiley accompagné du message « Take the time » sous forme d’art urbain dans de nombreux grands centres urbains à travers le monde, dont New York, Los Angeles, Paris, Berlin, Milan, Londres, Sydney, Séoul et Shanghai. 

### Musique et cinéma
En plus de l’adaptation cinématographique de Watchmen, le film Suicide Squad montre le personnage Deadshot regardant à travers la vitrine d’un magasin de vêtements. Derrière une rangée de mannequins se trouve un pin’s smiley jaune, étroitement associé à un autre personnage de DC Comics, le Comédien. Le film Evolution de 2001 adopte un smiley à trois yeux comme logo. Celui-ci est ensuite repris dans le dessin animé dérivé, Alienators: Evolution Continues.
Dans le film Forrest Gump, on suggère que le personnage principal inspire le design du smiley après avoir essuyé son visage sur un T-shirt alors qu’il traverse le pays en courant d’un océan à l’autre.
En 2022, David Guetta collabore avec Felix Da Housecat et Kittin pour sortir la chanson Silver Screen, une réinterprétation du titre dance de 2001. La version de Guetta célèbre la positivité et le bonheur pour le 50ᵉ anniversaire de The Smiley Company. Le clip vidéo inclut une apparition de l’artiste de rue André Saraiva et met en scène différents groupes véhiculant le message « Take The Time To Smile », issu de la campagne originale de Loufrani pour France-Soir, dans différentes langues. Ce message est associé à de nombreux logos smiley, affichés sur les façades d’immeubles, sur des pancartes et sur des affiches.

### Alimentation et boissons
En 2017, Vittel annonce qu’elle utilisera le smiley sur une édition spéciale de ses bouteilles d’eau. AdAge qualifie cette utilisation d’« effet feel-good » et indique que les bouteilles arborant le smiley enregistrent une augmentation des ventes de 11,8 % par rapport aux bouteilles classiques, avec 128 millions d’exemplaires vendus en Europe portant ce design.

### Art et mode
En 2007, The Smiley Company s’associe à Moschino pour la campagne, « Smiley for Moschino.»
En mars 2017, Smiley collabore avec la marque inspirée du skate Palm Angels sur une collection capsule comprenant des sweats à capuche, des T-shirts, des baskets, des coupe-vent et des badges Smiley, dont les yeux sont remplacés par le logo « P & A ». 
En octobre 2019, Smiley et Ellesse lancent une capsule saisonnière pour la collection printemps-été 2020, mêlant les silhouettes sportives héritées d’Ellesse aux motifs Smiley, sur 21 pièces pour femmes et une gamme plus restreinte pour hommes.
Pendant la pandémie de COVID-19, la marque de mode Pull & Bear annonce la sortie de T-shirts arborant un smiley sur le devant. D’autres marques de mode, comme H&M et Zara, utilisent également le smiley sur leurs vêtements. Le smiley figure aussi sur des lignes de mode haut de gamme, notamment chez Fendi et Moncler. La joaillière française de luxe Valérie Messika crée des pendentifs en or blanc et jaune, ornés d’un visage souriant.
En juin 2020, Loewe collabore avec Paula’s Ibiza sur une collection capsule estivale présentant le motif Smiley en jaune fluorescent, vert et orange sur des T-shirts tie-dye, des pulls oversize, des shorts de bain, des sacs et des accessoires, évoquant le style hippie des années 1970. 
Pour le 50ᵉ anniversaire du Smiley, les Galeries Lafayette à Paris, Beijing et Shanghai et dix grands magasins Nordstrom proposent des produits Smiley en édition limitée pour commémorer l’événement. La même année, Lee Jeans annonce le lancement d’une nouvelle collection de vêtements, Lee x Smiley.
En mars 2022, pour célébrer son 50e anniversaire, Smiley s’associe à la joaillière parisienne Messika pour créer trois pièces considérées comme les « plus chères du monde » serties de diamants, dont une chaîne XXL ornée de plus de 7,9 carats de diamants jaunes et blancs formant le visage souriant iconique.  Parallèlement, Sarah Andelman, cofondatrice de Colette, organise un programme mondial « Collector’s Edition » réunissant plus de cinquante marques — de Raf Simons et Sandro à Karl Lagerfeld, Reebok ou Dsquared2 — pour appliquer le logo Smiley sur douze catégories de produits allant de l’habillement à la beauté en passant par la décoration,.   Cette campagne anniversaire se prolonge dans le commerce expérientiel avec un pop-up à l’échelle européenne dans les magasins Urban Outfitters, comprenant des installations immersives et une cabine d’essayage thématique conçue pour « vous faire sourire ».  
Au-delà de la mode et de la joaillerie, Smiley conclut également un accord multi-territoires avec Concept One pour des accessoires, allant des couvre-chefs et pièces pour temps froid aux portefeuilles et sacs à main, sur des marchés clés comme les États-Unis, le Royaume-Uni, le Canada, le Mexique et l’Australie, pour un lancement prévu au printemps 2022.  
En janvier 2022, la marque italienne Philosophy di Lorenzo Serafini collabore avec The Smiley Company sur une collection capsule en édition limitée présentant le motif Smiley sur des T-shirts, sweats à capuche, cardigans, bikinis et cabas,.  
En septembre 2023, Lacoste et Smiley lancent une collection exclusive pour la Chine, fusionnant le visage Smiley avec le crocodile emblématique de Lacoste sur des vêtements et accessoires.  
En février 2025, Adidas Originals, en collaboration avec Smiley, sort trois lignes capsules présentant le logo trèfle en forme de Smiley sur des chaussures, vêtements et accessoires. 

### Jeux vidéo
En 2008, le jeu vidéo Battlefield: Bad Company utilise le smiley jaune comme élément de son image de marque. Le smiley apparaît tout au long du jeu ainsi que sur la couverture. Il figure généralement sur le côté d’une grenade, un élément qui devient indissociable de la série Battlefield.

### Événements, affaires et sciences sociales
Lors de la cérémonie d’ouverture de Londres 2012, dès le début du spectacle, un certain nombre de grands ballons de plage jaunes sont lâchés dans le public. Chacun arbore un large visage souriant. 
Les danseurs portent des T-shirts et badges Smiley et forment un Smiley géant au centre du stade. En 2020, le pont de Brooklyn affiche un smiley projeté à sa base, le temps d’une soirée. Ce smiley fait partie d’une campagne plus large menée par The Smiley Company pour accroître le bonheur des New-Yorkais. Le visage souriant projeté, large de 25 mètres, présente un rouge à lèvres rose clair sur la bouche.
En 2022, Assouline publie « 50 Years of Good News », un ouvrage retraçant l’évolution culturelle de The Smiley Company et son utilisation comme icône pour promouvoir les nouvelles positives.
En 2022, la Journée internationale du bonheur dédiée à la solidarité avec l’Ukraine, est célébrée par la projection d’un logo Smiley reprenant les couleurs du drapeau ukrainien sur plusieurs monuments à travers le monde, à l’occasion du 50ᵉ anniversaire du logo de The Smiley Company. À New York, il est projeté sur l’Empire State Building, à Paris sur l’Arc de Triomphe, à Sydney sur l’Opéra, à Londres sur la Tate Modern, à Rome sur le Colisée, sur Copacabana à Rio de Janeiro. À Séoul, en Corée du Sud, un smiley célébrant le bonheur est projeté sur la tour de Séoul.

## Droits et variantes du logo smiley
En 1997, Franklin Loufrani tente d’enregistrer aux États-Unis la marque et le logo qu’il a créé. Walmart s’y oppose, ayant lancé un an plus tôt sa campagne « Rolling Back Prices ». Ce différend donne lieu à une procédure judiciaire entamée en 2002 et qui dure sept ans. Les conséquences conduisent Wal-Mart à abandonner l’usage du smiley en 2006,. Malgré cela, Walmart engage une action en justice contre un internaute parodiste pour « violation de marque » présumée, après que celui-ci utilise le symbole. En mars 2008, le tribunal de district donne raison au parodiste, le juge concluant que le logo smiley de Walmart ne présente pas de caractère « intrinsèquement distinctif » et que l’entreprise « ne parvient pas à établir que le smiley a acquis une signification secondaire ni qu’il constitue autrement une marque protégée » au regard du droit américain,,. En juin 2010, Walmart et The Smiley Company, fondée par Loufrani, mettent fin à leur différend de dix ans devant le tribunal fédéral de Chicago. Les termes de l’accord restent confidentiels,. En 2016, Walmart réintroduit le logo smiley sur son site internet, ses profils de réseaux sociaux et dans certains magasins, et dépose une marque pour les services de grands magasins (classe 35) aux États-Unis ce qui confirme son caractère distinctif aux yeux de l’USPTO.
Le groupe Nirvana crée en 1991 son propre design de « smiley mort ». Il est affirmé que Kurt Cobain est le concepteur de ce smiley. Après sa mort, cette affirmation contribue à rendre le symbole iconique. En 2020, des articles de presse suggèrent qu’un designer indépendant basé à Los Angeles est en réalité à l’origine du dessin. 
En 2018, la maison de couture Marc Jacobs conçoit un smiley dont le contour est jaune, avec les lettres M et J remplaçant les yeux. Le dessin de la bouche rappelle celui du logo original de Nirvana. En janvier 2019, les représentants légaux de Nirvana annoncent qu’ils poursuivaient Marc Jacobs pour violation de droits d’auteur. Après qu’un juge de Los Angeles autorise la poursuite à se poursuivre, Marc Jacobs annonce une contre-poursuite contre Nirvana. En 2020, un designer basé à Los Angeles a affirmé être le créateur du smiley de Nirvana et intervient dans l’affaire opposant Nirvana à Marc Jacobs.
Le logo smiley de Nirvana constitue un autre exemple d’utilisation commerciale à grande échelle, figurant sur d’innombrables produits et étant largement reconnu comme emblème du groupe. 
Joe Boxer enregistre une version alternative du logo smiley, avec la langue tirée, aux États-Unis, où la marque développe une activité florissante dans le secteur des sous-vêtements durant les années 1990. Les ventes atteignent 100 millions de dollars par an avant que l’entreprise ne s’effondre à la suite d’un litige de licence avec Van Mar,.